# The Million Colour Revolution
The Million Colour Revolution es el segundo álbum de The Pinker Tones.

## Lista de canciones
1. "Señoras y Señores" – 0:35
2. "Welcome to TMCR" – 3:37
3. "Karma Hunters" – 3:24
4. "Beyond Nostalgia" – 4:19
5. "L'Heros" – 3:56
6. "Sonido Total" – 3:29
7. "Piccolissima Descarga" – 0:31
8. "In Pea We Nuts" – 3:08
9. "Pink Freud" – 3:06
10. "Many Years Ago" – 0:35
11. "Love Tape" – 3:32
12. "Mojo Moog" – 4:18
13. "Pinkerland Becaina" – 2:46
14. "Gone, Go On" – 2:51
15. "Maybe Next Saturday" – 4:16
16. "TMCR Grand Finale" – 4:31

- Datos: Q7751469